# 井下靖央
井下 靖央（いのした やすお、1939年3月11日 - 2005年5月13日）は、TBSテレビ（旧TBSエンタテインメント）制作1部所属のテレビドラマの演出家。

## 来歴・人物
- 香川県出身。早稲田大学卒業
- 木下恵介プロダクションに出向し、数々の傑作ドラマを手掛け、その後TBS自社制作ドラマの中核演出家として東芝日曜劇場や、橋田壽賀子ドラマ『おんなは一生懸命』などを担当した。
- 『パンとあこがれ』や『ふぞろいの林檎たち』シリーズ、『春の惑星』など多くの作品でコンビを組んだ脚本家の山田太一は、井下を「テレビ界の五本の指に入る才能」と高く評価していた[1]。
- 夫人は元東宝女優の若原啓子。一人娘は日本テレビ『喰いタン』などのプロデューサーを務めた井下倫子[2]。
- 2005年5月13日、肺癌のため死去。66歳没。

## 主な作品

### 木下恵介プロ時代
- ポーラテレビ小説『パンとあこがれ』（1969年）
- 木下恵介・人間の歌シリーズ『俄＝浪華遊侠伝』（1970年）
- 木下恵介・人間の歌シリーズ『椿の散るとき』（1970年）
- 木下恵介・人間の歌シリーズ『冬の華』（1971年）
- 木下恵介・人間の歌シリーズ『それぞれの秋』（1973年）

### TBSテレビ時代
- 金曜ドラマ『さらばかぐわしき日々』（1976年）
- 金曜ドラマ『あにき』（1977年）
- 『たとえば、愛』（1979年）
- 東芝日曜劇場『愛という字』（1979年）
- 『大いなる朝』（1979年）
- 金曜ドラマ『突然の明日』（1980年）
- 金曜ドラマ『想い出づくり。』（1981年）
- 東芝日曜劇場『春の希い』（1982年）
- 東芝日曜劇場『しゃぼん玉の愛』（1982年）
- 『アイコ16歳』（1982年）
- 『鳥人伝』（1982年）
- 東芝日曜劇場『冬の置き土産』（1983年）
- 『離婚・ぼくんちの場合』（1983年）
- 金曜ドラマ『ふぞろいの林檎たち』（1983年）
- 人間が好きドラマシリーズ『夏の信じあい』（1983年）
- 東芝日曜劇場『縁の切れ目』（1983年）
- 金曜ドラマ『無邪気な関係』（1984年）
- 東芝日曜劇場『嫁の心得　姑の心得』（1984年）
- 金曜ドラマ『大家族』（1984年）
- 『風にむかってマイウェイ』（1984年）
- 金曜ドラマ『ふぞろいの林檎たちII』（1985年）
- 東芝日曜劇場『ときめきの午後』（1985年）
- 東芝日曜劇場『東京の秋』（1985年）
- 金曜ドラマ『華やかな誤算』（1985年）
- 金曜ドラマ『となりの女』（1986年）
- 東芝日曜劇場『妻の二泊三日』（1986年）
- 金曜ドラマ『女ともだち』（1986年）
- 東芝日曜劇場『奥さま代理します』（1986年）
- 東芝日曜劇場『愛・七つの質問』（1987年）
- 東芝日曜劇場『恋の相手』（1987年）
- 東芝日曜劇場『蛍の舞い』（1987年）
- 東芝日曜劇場『再会』（1987年）
- 東芝日曜劇場『お望みどおり』（1987年）
- 『おんなは一生懸命』（1987年）
- 東芝日曜劇場『愛をこめて娘より（1988年）
- 東芝日曜劇場『男たちのフツーの週末』（1988年）
- 東芝日曜劇場『身許不明の女』（1988年）
- 東芝日曜劇場『愛のいろ』（1988年）
- 『カラダ記念日』（1989年）
- 東芝日曜劇場『胡桃の部屋』（1989年）
- 東芝日曜劇場『忘れもの』（1989年）
- 東芝日曜劇場『日曜日には麻雀を』（1989年）
- 『愛し方がわからない』（1989年）
- 東芝日曜劇場『春が来た』（1989年）
- 東芝日曜劇場『交差点』（1990年）
- 東芝日曜劇場『愛すべき酔っぱらいに捧ぐ』（1990年）
- 東芝日曜劇場『ピンクエンジェルのさくらちゃん』（1990年）
- 東芝日曜劇場『弓代と規子』（1990年）
- 東芝日曜劇場『見張られてる女』（1990年）
- 『渡る世間は鬼ばかり』第1シリーズ（1990-1991年）
- 東芝日曜劇場『それからの冬』（1991年）
- 東芝日曜劇場『愛ふたたび』（1992年）
- 『ティファニーで朝食を』（1992年）
- 東芝日曜劇場『残り香』（1992年）
- 東芝日曜劇場『愛きらきら』（1992年）
- 『渡る世間は鬼ばかり』第2シリーズ（1993-1994年）
- 『真昼の月　続・病院で死ぬということ』（1994年）
- 『女の言い分』（1994年）
- 『魔の季節』（1995年）
- 『長男の嫁2・実家天国』（1995年）
- 『ボクの町医者修業』（1996年）
- 『渡る世間は鬼ばかり』第3シリーズ（1996-1997年）プロデューサーを兼任
- 金曜ドラマ『ふぞろいの林檎たちIV』（1997年）
- 『番茶も出花』（1997−1998年）
- 『海まで５分』(1998年)
- 『渡る世間は鬼ばかり』第4シリーズ（1998-1999年）
- 『春の惑星』（1999年）
- 『百年の物語』第1夜「大正編・愛と憎しみの嵐」（2000年）
- 『渡る世間は鬼ばかり』第5シリーズ（2000-2001年）
- 『渡る世間は鬼ばかり』第6シリーズ（2002-2003年）
- 『娘よ』（2003年）
- 『渡る世間は鬼ばかり』第7シリーズ（2004-2005年）